# غراي
غراي (بالإنجليزية: Gray, Georgia)‏ هي مدينة تقع في مقاطعة جونز بولاية جورجيا في الولايات المتحدة. تبلغ مساحة هذه المدينة 6.3 (كم²)، وترتفع عن سطح البحر 183 م، بلغ عدد سكانها 2084 نسمة في عام 2010 حسب إحصاء مكتب تعداد الولايات المتحدة.

## أعلام
- دون باترسون
- بيرت غريني
- آل وود

## وصلات خارجية
- Cities & Counties - Georgia.gov